# Kính hiển vi điện tử truyền qua môi trường

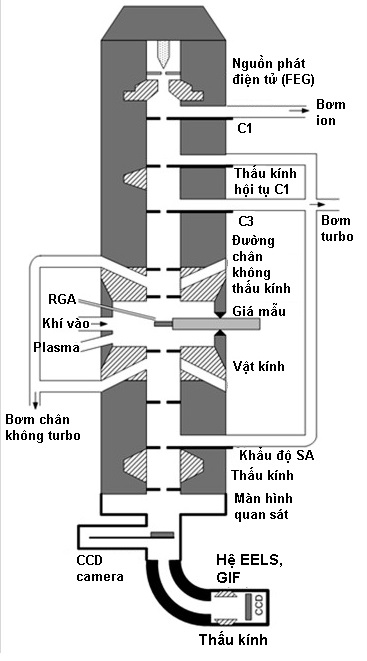
Cấu trúc của E-TEM

Kính hiển vi điện tử truyền qua môi trường (Tiếng Anh: Environmental transmission electron microscope, viết tắt là ETEM hay E-TEM) là một thể loại kính hiển vi điện tử truyền qua mà buồng mẫu là một môi trường chứa khí có thể điều khiển áp suất nhằm tạo ra các môi trường phản ứng với mẫu vật, do đó cho phép quan sát trực tiếp sự thay đổi cấu trúc, tính chất của mẫu vật rắn dưới các phản ứng với pha khí với độ phân giải cao ở cấp độ nguyên tử. Tên tiếng Việt của thiết bị này thường khiến nhiều người nhầm lẫn là thiết bị chuyên dành cho ứng dụng nghiên cứu môi trường.

## Cấu trúc của E-TEM
Về cấu trúc quang học, E-TEM vẫn hoàn toàn giống với các kính hiển vi điện tử truyền qua khác với tất cả các hệ thống bao gồm nguồn điện tử, các thấu kính từ, các khẩu độ, hệ ghi ảnh cùng với các thiết bị tạo chân không cao cấp. Điểm khác biệt lớn nhất là khu vực buồng mẫu, nơi các khí có thể được dẫn vào buồng. Để duy trì được trạng thái khí (áp suất thấp) và không phá hỏng chân không của các khu vực khác, một hệ thống bơm chân không riêng được nối cho buồng mẫu và hệ thống van điều khiển nhằm hạn chế khi tràn sang các buồng khác. Áp suất khí được đo và phân tử khí được ghi nhận nhờ một thiết bị phân tích khí dư (Residual gas analyzer - RGA) vừa cho phép xác định chính xác áp suất riêng phần của từng loại khí trong buồng với độ chính xác cao. Để chống sự nhiễm bẩn tréo từ các nguồn khí khác nhau, một đầu nhỏ tạo ra môi trường plasma hoạt tính được đưa vào nhằm cho phép tẩy sạch các nguồn nhiễm bẩn. Bên cạnh đó, do môi trường khí thường tạo ra sự hấp thụ điện tử, nên nguồn điện tử thường phải là nguồn phát xạ trường, cho phép tạo chùm điện tử có cường độ cao và độ sáng lớn, cùng với độ đơn sắc cao cho ghi ảnh phân giải cao.

## Độ phân giải và ứng dụng
Môi trường khí bao quanh vật mẫu dẫn đến việc điện tử bị tán xạ và hấp thụ nhiều hơn, do đó độ phân giải của ETEM bị giảm đi so với độ phân giải ở TEM theo công thức:
{\displaystyle d_{ETEM}={\sqrt {d_{TEM}^{2}+{\frac {(SNR)^{2}}{C^{2}.D}}}}}
với {\displaystyle d_{TEM}} là độ phân giải ở kính hiển vi điện tử truyền qua truyền thống, {\displaystyle D} là liều lượng điện tử, còn SNR là tỉ số tín hiệu trên nhiễu, {\displaystyle D} là hằng số. Độ phân giải {\displaystyle d_{TEM}} ở TEM truyền thống phụ thuộc vào bước sóng của sóng điện tử, {\displaystyle \lambda } và quang sai {\displaystyle C_{s}} của thấu kính từ theo công thức:
{\displaystyle d_{TEM}=0,91(C_{s}.\lambda ^{3})^{1/4}}
Do khả năng điều khiển môi trường khí trong buồng mẫu để tạo ra phản ứng hóa học giữa khí và mẫu, E-TEM đặc biệt hữu ích cho các nghiên cứu về hóa học và sinh học bên cạnh việc sử dụng phổ biến cho khoa học vật liệu và vật lý. E-TEM cho phép quan sát các phản ứng hóa học ở cấp độ nguyên tử trong thời gian thực (với độ phân giải thời gian bằng với tốc độ của TEM).

## Lịch sử phát triển
E-TEM bắt đầu được xây dựng và phát triển từ những năm 1950 với những nghiên cứu tiên phong của Hatsujiro Hashimoto và Toshio Naiki (Đại học Công nghệ Kyoto, Nhật Bản) hợp tác với công ty Jeol với những kết quả đầu tiên được công bố vào cuối những năm 1960. Cấu trúc E-TEM như ngày nay được hoàn thiện vào thập niên 1970 với những đóng góp lớn của R.T.K. Baker và P.S. Harris ở AERE (Vương quốc Anh) với việc tạo ra buồng điều khiển môi trường khí với cấu trúc bơm chân không bổ sung. Đột phá về độ phân giải của E-TEM bắt đầu từ năm 1997 với việc nhóm E.D. Boyes và P.L. Gai (DuPont, Hoa Kỳ) đạt độ phân giải 0,23 nm, và làn sóng sử dụng nguồn điện tử phát xạ trường.